# Fédération nigérienne de basket-ball
La Fédération nigérienne de basket-ball (FNBB) est une association regroupant les clubs de basket-ball du Niger et organisant les compétitions nationales et les matchs internationaux de la sélection nigérienne. 
La Fédération représente le basket-ball auprès des pouvoirs publics ainsi qu'auprès des organismes sportifs nationaux et internationaux et, à ce titre, le Niger dans les compétitions internationales. Elle défend également les intérêts moraux et matériels du basket-ball nigérien.
Elle est affiliée à la FIBA Afrique et à la Fédération internationale de basket-ball depuis 1963,.
Elle est dirigée depuis novembre 2008 par Djamila Ferdjani, ex-PDG de la clinique prosanté.
La Fédération organise également le championnat national.